# Wiktorija Szmatowa
Wiktorija Szmatowa (ukr. Вікторія Шматова; ur. 15 lutego 1987 w Zaporożu) – ukraińska koszykarka występująca na pozycji rozgrywającej, posiadająca także kazachskie obywatelstwo, obecnie zawodniczka BK Rivne-OShVSM.
9 września 2019 podpisała kolejną umowę z ukraińskim BK Rivne-OShVSM.

## Osiągnięcia
Stan na 11 września 2019, na podstawie, o ile nie zaznaczono inaczej.
Drużynowe
- Mistrzyni Kazachstanu (2016)
- Wicemistrzyni:
  - Kazachstanu (2014, 2015)[4]
  - Białorusi (2012)[5]
  - Ukrainy (2010)
- Brązowa medalistka ligi ukraińskiej (2018)[6]
- Uczestniczka rozgrywek:
  - Final Four Ligi Bałtyckiej (2015/16)
  - Eurocup (2009/10, 2011/12)

Indywidualne
(* – nagrody przyznane przez portale eurobasket.com, asia-basket.com)
- Zaliczona do*:
  - I składu:
    - ligi:
      - kazachskiej (2014, 2017)[4][7]
      - ukraińskiej (2018)[6]

    - najlepszych zawodniczek:
      - zagranicznych ligi białoruskiej (2012)[5]
      - krajowych ligi kazachskiej (2014)[4]

  - II składu ligi:
    - białoruskiej (2012)[5]
    - ukraińskiej (2019)[8]
- Liderka ligi kazachskiej w przechwytach (2017)

Reprezentacja
- Uczestniczka mistrzostw Europy:
  - 2015 – 16. miejsce
  - U–20 (2006 – 13. miejsce, 2007 – 13. miejsce)
  - U–18 dywizji B (2005)